# Palawanbulbyl
Palawanbulbyl (Alophoixus frater) är en fågel i familjen bulbyler inom ordningen tättingar. Den förekommer i västra Filippinerna. Beståndet anses vara livskraftigt. Tidigare behandlades den som underart till Alophoixus bres men urskiljs numera om egen art.

## Utseende och läte
Palawanbulbylen är en medelstor (22,7 cm) bulbyl med kraftig kropp och kort tofs. På huvudet syns brun hjässa, grått på kinder, tygel och i ett smalt ögonbrynsstreck samt vita spolstreck på örontäckarna. Ovansidan är olivgrön, vingar och stjärt rödbruna. Undertill är den ljusgrå på bröst och strupe, den senare gulstreckad, medan den är gul på mitten av buken och undre stjärttäckarna, övergående i olivgrönt på flankerna. Näbben är pärlgrå, dock svartaktig längst in på övre näbbhalvan, medan ögat är kastanjebrunt och benen gulskära. Lätena är dåligt kända, men en sångvariant har återgivits som "chip-pu chu-chu-chu-chu cha-wheeet".
Arten skiljer sig från sympatriska gulögd bulbyl (Iole palawanensis) genom större storlek, grått på ansikte på strupe, kort tofs, kraftigare näbb och brunt öga. Den skiljer sig även från närbesläktade brunkindad bulbyl (A. bres) och gråkindad bulbyl (A. tephrogenys), från den förra genom grå örontäckare, mindre vit och otydligare avgränsad strupe och något ljusare gul buk, från den senare genom mer bjärt gult undertill, gula istället för kanelbruna undre stjärttäckare och grönare ovansida.

## Utbredning och systematik
Fågeln återfinns i sydvästra Filippinerna på öarna Balabac, Busuanga, Calamianes och Palawan. Tidigare betraktades den som en underart till Alophoixus bres, men genetiska studier visar att de inte är varandras närmaste släktingar.

## Levnadssätt
Palawanbulbylen hittas under 1000 meters höjd i skog, skogsbryn och ungskog, endast sällan i mer öppnare miljöer. Den är stannfågel och verkar ovanligt revirhävdande för att vara en bulbyl. Den noteras födosöka ensam eller i par. Födan har dock inte beskrivits. Även häckningsbiologin är okänd annat än att fåglar i häckningstillstånd noterats april–juni.

## Status
Trots det begränsade utbredningsområdet och att den tros minska i antal anses beståndet vara livskraftigt av internationella naturvårdsunionen IUCN. 